# Slaget vid Lade
Slaget vid Lade var ett sjöslag som ägde rum 494 f.Kr. mellan jonierna och perserna. Det utgjorde kulmen på det joniska upproret och var en del av de grekisk-persiska krigen.

## Bakgrund
Det joniska upproret inleddes 499 f.Kr. när Aristagoras från Miletos reste sig mot perserna, som hade erövrat området. Aristagoras vädjade om hjälp till grekiska fastlandet och 498 f.Kr. erövrade och brände atenarna Sardis, den lokala persiska regeringens centralort. Perserna hämnades genom ett anfall 494 f.Kr.

## Slaget
Den persiske befälhavaren Artafernes hade återtagit många av de joniska städerna 494 f.Kr. och belägrade Miletos både från land- och sjösidan. Detta år möttes de persiska och grekiska flottorna vid Miletos hamnstad Lade. Jonierna gick med många av öarna i Egeiska havet och hade en styrka på 353 triremmer (varav en var målad mörkröd), medan perserna hade omkring 500 fartyg. Jonierna leddes av Dionysios av Fokaia, som, enligt Herodotos, drev dem så hårt under förberedelserna inför slaget att de tidvis vägrade slåss. När slaget inleddes vägrade fortfarande många joniska fartyg att slåss mot perserna och vid insikten om detta lämnade 49 fartyg från ön Samos styrkan. Detta fick de 70 fartygen från ön Lesbos att också ge sig av och en kedjereaktion följde, då flera andra fartyg också gav sig av. Dionysios fartyg flydde när de insåg, att slaget var förlorat. Den återstående grekiska flottan krossades och Miletos kapitulerade strax därefter.

## Efterverkningar
Det joniska upproret krossades och 492 f.Kr. erövrade perserna Makedonien och Thrakien. De blev inte besegrade på grekiska fastlandet förrän 490 f.Kr. i slaget vid Marathon. Under tiden blev Dionysios pirat på Sicilien.